# Claus Woschenko
Claus Woschenko (* 13. März 1979 in Preetz) ist ein deutscher Komponist und Musikwissenschaftler.

## Leben
Woschenko schrieb bereits im Kindesalter erste kleine Werke, insbesondere für Blechbläser. Er studierte Musikwissenschaft, Philosophie und Kunstgeschichte an der Christian-Albrechts-Universität zu Kiel und war von 2015 bis 2016 projektgebundener wissenschaftlicher Mitarbeiter bei der Brahms-Gesamtausgabe. Seit 2022 arbeitet er im Bühnenverlag Weitendorf, Hamburg als Lektor. Als Komponist ist er Autodidakt. Die geistliche Chormusik bildet einen besonderen Schwerpunkt seines Schaffens. Darüber hinaus sind aber auch Werke nahezu aller musikalischen Gattungen entstanden.

## Werke

### Chorwerke
- Once upon a time … Motette für 9-stimmigen gemischten Chor (2018, Edition Woschenko)
- Missa brevis „Et in terra pax“ für die Ökumene für 12-stimmigen gemischten Chor (2018–2019, Edition Woschenko)
- Pfingstmotette für 4-stimmigen gemischten Chor (2019, Edition Woschenko)
- Messe für Männerstimmen für 4-stimmigen Männerchor (2020, Edition Woschenko)
- De hillige Nacht. Ein norddeutsches Weihnachtsoratorium für 4 Soli, gemischten Chor, Orchester und Orgel (2023, Heinrichshofen & Noetzel)[3][4]

### Gesang mit Instrumenten
- Frühling (Eduard Mörike) für Sopran und Kammerorchester (2020, Edition Woschenko)
- Die einsame Nixe vom Trammer See für Sopran und Klavier (2023, Edition Woschenko)

### Musiktheater
- Die Rabe. Ein musikalisches Märchen frei nach den Brüdern Grimm für Erzähler:in, 4 Schauspieler:innen und Kammerorchester (2019–2020, Edition Woschenko)
- Vom König, der auszog. Ein halbszenisches Kinderkonzert in 9 Bildern von Stefan Schroeder für Sprecher:in, Altsaxophon (auch Klarinette und Bassklarinette) und Klavier (2022, Bühnenverlag Weitendorf)

### Orchesterwerke
- Wrackmusik für sehr großes Orchester (2019, Edition Woschenko)
- Kleine Ouvertüre für Orchester (2020, Edition Woschenko)
- Plöner Wassermusik für Kammerorchester (mit Sopran solo ad lib.) (2020–2021, Edition Woschenko)[5][6]
- Frieden. Konzert für Trompete, Schlagwerk, Pauken, Streichquartett und Streichorchester (2023)[7]

### Ensemblemusik
- … Nobody Knows … Kleines geistliches Konzert für Blechbläser (2019, Edition Woschenko)
- Turmmusik Nr. 1 für Blechbläser (2021, Edition Woschenko)
- Missa. Ein geistliches Konzert für 4 Posaunen (2022, Edition Woschenko)
- Suite (nicht ganz so) alter Tänze für Kammerensemble (2022, Edition Woschenko)

### Band
- Das Schönheitszahnweiss (2018, Edition Woschenko)

### Kammermusik
- Nachmittag eines Pfaus. Fünf Miniaturen für Flöte solo (2021, Edition Woschenko)
- Smaragd für Altsaxophon und Klavier (2021, Edition Woschenko)
- Wald für 4 Hörner (2021, Heinrichshofen & Noetzel)[8]
- Veränderungen eines eigenen Themas für Gitarre (2024)[9]

### Tastenmusik
- Missa brevis „Et in terra pax“. Geistliche Suite für Orgel solo (2018, 2019, Edition Woschenko)